# Flenio

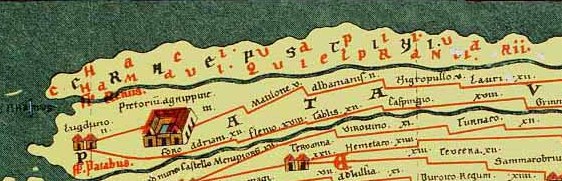
Fragment van de Tabula Peutingeriana met Flenio gelegen tussen Foro adriani en Tablis

Flenio of Flenium was een Romeinse nederzetting in de provincie Neder-Germanië (Germania Inferior) aan de heerweg van Noviomagus (Nijmegen) naar Lugdunum Batavorum (Katwijk-Brittenburg). De plaats staat vermeld op de  Peutingerkaart tussen Tablis (Oud-Alblas?) en Forum Hadriani (Voorburg).
Algemeen wordt aangenomen dat het Flenio op de Peutingerkaart een schrijffout is. Vermoedelijk heette de plaats Elinium of Elenio, een verwijzing naar de monding van de Maas en Waal, die in de Romeinse tijd Helinium werd genoemd. De Peutingerkaart geeft naar alle waarschijnlijkheid de situatie weer in de vroege 3e eeuw na Chr., toen er een heerweg liep vanaf Nijmegen, hoofdstad van de civitas Batavorum (het stamgebied der Bataven) naar Forum Hadriani, de hoofdstad van de Cananefaatse civitas, en vandaar naar de meest westelijke nederzetting aan de Rijn, Lugdunum Batavorum. Deze heerweg volgde grotendeels de loop van Waal en Maas, die op de Peutingerkaart als één rivier worden weergegeven met de naam Patabus (een verschrijving van Batavus). Flenio was een van de pleisterplaatsen langs deze weg, op een afstand van 18 Gallische mijl (ca. 40 km) van Tablis en 12 (ca. 26,5 km) vanaf Forum Hadriani.

## Locatie van Flenium
Naast de vermelding op de Peutingerkaart zijn er nooit concrete archeologische of historische aanwijzingen gevonden voor de locatie van Flenium. Het heeft echter niet ontbroken aan speculaties. De 18e-eeuwse Franse cartograaf Jean Baptiste Bourguignon d'Anville plaatste Flenium in Vlaardingen, en Jacobus Kok lokaliseerde het op het voormalige eiland Putten. Ook is wel een verband gezocht met Romeinse vondsten in Crooswijk, aan de monding van de Rotte.
Vlaardingen is tot nog toe de meest waarschijnlijke plaats, gezien de afstanden die op de Peutingerkaart staan vermeld. In Vlaardingen zijn sporen van bewoning uit de Romeinse tijd aangetroffen, maar aanwijzingen voor een grotere nederzetting ontbreken tot nog toe.
Verschillende auteurs hebben ook geopperd dat Flenio een kustverdedigingsfort zou zijn geweest, gelegen bij het huidige Oostvoorne, waar men in 1752 bij extreem laag water stukken steen en brokstukken van fundamenten heeft waargenomen. Baggerwerkzaamheden in deze omgeving leverden in de 20e eeuw vele Romeinse vondsten op. Deze locatie lijkt echter minder waarschijnlijk omdat Flenium op de Peutingerkaart duidelijk ten noorden van de Maas op enige afstand van de kust wordt gesitueerd, terwijl Oostvoorne veel dichter bij de kust en ten zuiden van de Maas gelegen is.
Als derde optie is ook wel Naaldwijk gesuggereerd. Op de locatie Naaldwijk-Hoogwerf zijn aanwijzingen gevonden voor de nabijheid van een Romeins vlootstation. Probleem bij deze hypothese is wel dat de afstand tussen Naaldwijk en Forum Hadriani veel kleiner is dan op de Peutingerkaart staat aangegeven.